# Plufur
Plufur (bretonisch: Plufur) ist eine französische Gemeinde mit 533 Einwohnern (Stand: 1. Januar 2022) im Département Côtes-d’Armor in der Region Bretagne; sie gehört zum Arrondissement Lannion und zum Kanton Plestin-les-Grèves. Die Einwohner werden Plufuriens genannt.

## Geographie
Plufur liegt etwa 50 Kilometer westnordwestlich von Saint-Brieuc. Der Yar begrenzt die Gemeinde im Westen. Umgeben wird Plufur von den Nachbargemeinden Tréduder im Norden und Nordosten, Lanvellec im Osten, Plounérin im Süden und Südosten, Trémel im Westen sowie Plestin-les-Grèves im Nordwesten.

## Bevölkerungsentwicklung
| Jahr                      | 1962 | 1968 | 1975 | 1982 | 1990 | 1999 | 2006 | 2013 |
| Einwohner                 | 744  | 643  | 562  | 534  | 520  | 518  | 540  | 554  |
| Quelle: Cassini und INSEE |      |      |      |      |      |      |      |      |

## Sehenswürdigkeiten
Siehe auch: Liste der Monuments historiques in Plufur
- Kirche Saint-Florent aus dem 18. Jahrhundert, seit 1985 Monument historique
- Kapelle Saint-Yves
- Kapelle Saint-Nicolas aus dem 15. Jahrhundert, seit 1911 Monument historique

In diesem Teil der Bretagne setzte sich ein Baustil durch der Ende des 15. Jahrhunderts von Philippe Beaumanoir kreiert wurde. Neben der Kapelle St-Nicolas wurden die Kirchen Notre Dame de Trédrez, St-Miliau in Ploumiliau und Notre Dame de Trémel in dem Stil erbaut.

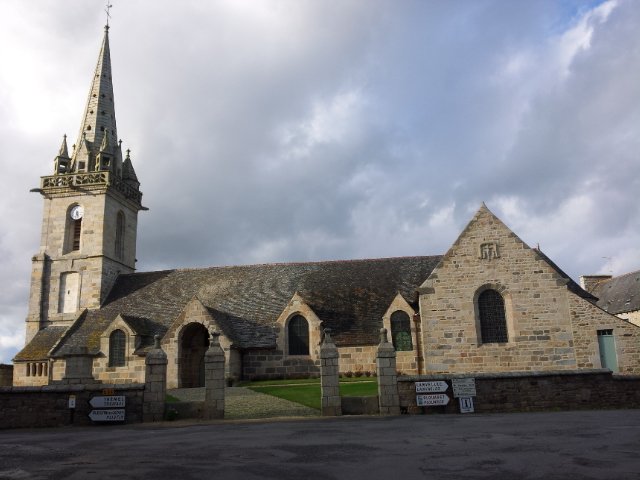
Kirche Saint-Florent
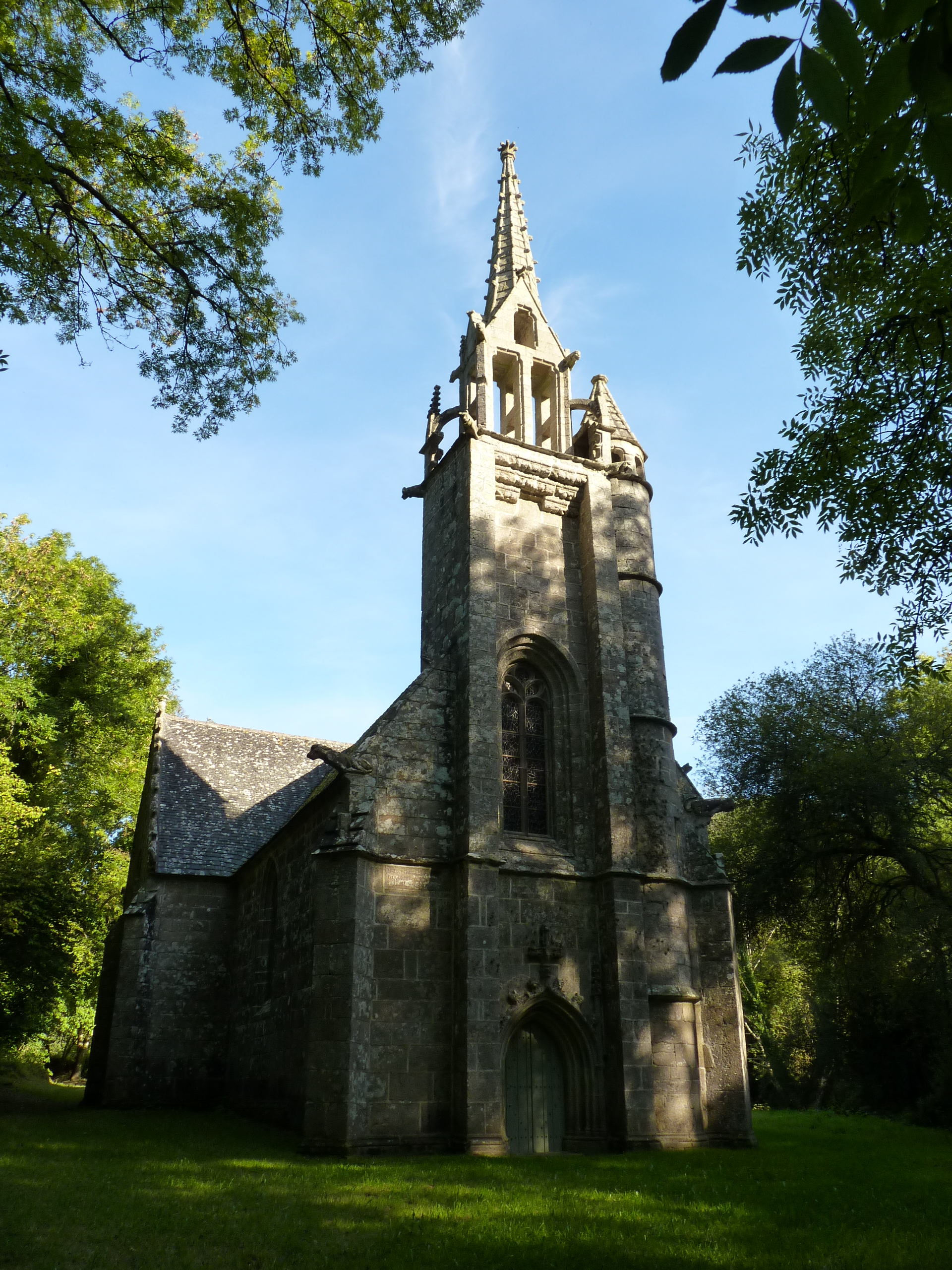
Kapelle Saint-Nicolas